# Campeonato Mundial de Ginástica Rítmica de 2009 - 5 arcos
A competição de 5 arcos do Campeonato Mundial de Ginástica Rítmica de 2009 foi disputado no dia 13 de setembro. A prova foi vencida pela equipe da Rússia.

## Medalhistas
| Ouro   | RUS Uliana Donskova, Daria Koroleva, Ekaterina Malygina, Anastasia Maximova, Natalia Pichuzhkina, Daria Shcherbakova   |
| Prata  | ITA Elisa Blanchi, Giulia Galtarossa, Romina Laurito, Daniela Masseroni, Elisa Santoni, Anzhelika Savrayuk             |
| Bronze | BLR Alesia Babushkina, Dzina Haitsiukevich, Maryna Hancharova, Nastassia Ivankova, Kseniya Sankovich, Alina Tumilovich |

## Resultados
Esses são os resultados da competição.
| Pos. | País/Ginastas | Dificuldade | Artístico | Execução | Pen. | Total  |
| ---- | --- | ----------- | --------- | -------- | ---- | ------ |
|      | Rússia · Uliana Donskova · Daria Koroleva · Ekaterina Malygina · Anastasia Maximova · Natalia Pichuzhkina · Daria Shcherbakova         | 9.300       | 9.400     | 9.000    |      | 27.700 |
|      | Itália · Elisa Blanchi · Giulia Galtarossa · Romina Laurito · Daniela Masseroni · Elisa Santoni · Anzhelika Savrayuk                   | 9.175       | 9.250     | 8.850    |      | 27.275 |
|      | Bielorrússia · Alesia Babushkina · Dzina Haitsiukevich · Maryna Hancharova · Nastassia Ivankova · Kseniya Sankovich · Alina Tumilovich | 9.125       | 9.300     | 8.800    |      | 27.225 |
| 4    | Bulgária · Eleonora Kezhova · Mihaela Maevska · Kristina Rangelovayankova · Stela Sultanova · Galina Tancheva · Vladislava Tancheva    | 8.725       | 8.700     | 8.350    |      | 25.775 |
| 5    | Israel · Olena Dvornichenko · Maria Savenkov · Rahel Vigdorchick · Veronika Vitenberg · Polina Zakaluzny                               | 8.450       | 8.400     | 7.700    | 0.40 | 24.150 |
| 6    | Espanha · Loreto Achaerandio · Sandra Aguilar · Sara Garvin · Ana Maria Pelaz · Alejandra Quereda · Lidia Redondo                      | 7.950       | 8.300     | 7.800    | 0.40 | 23.650 |
| 7    | Azerbaijão · Dina Gorina · Jeyla Guliyeva · Vafa Husey · Anastasiya Prasolova · Stefani Trayanova · Valeriya Yegay                     | 7.725       | 8.300     | 7.850    | 0.40 | 23.475 |
| 8    | Ucrânia · Viera Perederiy · Oksana Petulko · Valeria Shurkhal · Vita Zubchenko · Olena Dmytrash · Olga Tsogla                          | 7.425       | 8.050     | 7.350    | 0.20 | 22.625 |